# Salts als Jocs Olímpics d'estiu de 1904
Als Jocs Olímpics de 1904 debutà la prova de salts dins del programa olímpic, amb dues proves masculines. La competició es disputà entre el 4 i el 6 de setembre de 1904.

## Nacions participants
Un total de 10 saltadors de 2 nacions participaren en els Jocs:
- Alemanya (3)
- Estats Units (7)

## Resum de medalles
| Prova                    | Or             | Argent         | Bronze                |
| Palanca detalls          | George Sheldon | Georg Hoffmann | Alfred Braunschweiger |
| Palanca detalls          | George Sheldon | Georg Hoffmann | Frank Kehoe           |
| Salt de llargada detalls | William Dickey | Edgar Adams    | Leo Goodwin           |

## Medaller
| Posició | País         | Or | Argent | Bronze | Total |
| 1       | Estats Units | 2  | 1      | 2      | 5     |
| 2       | Alemanya     | 0  | 1      | 1      | 2     |